# Huổi Luông
Huổi Luông  là xã thuộc huyện Phong Thổ, tỉnh Lai Châu, Việt Nam.

## Địa lý
Xã Huổi Luông có vị trí địa lý:
- Phía đông giáp xã Hoang Thèn và thị trấn Phong Thổ
- Phía tây giáp Trung Quốc
- Phía tây nam và nam huyện Sìn Hồ
- Phía bắc giáp xã Ma Li Pho[3].

Xã Huổi Luông có diện tích 126,49 km², dân số năm 2006 là 4.978 người, mật độ dân số đạt 39 người/km².

## Hành chính
Xã được chia thành 21 bản.

## Lịch sử
Tháng 12 năm 2006, xã Huổi Luông được chuyển từ huyện Sìn Hồ về huyện Phong Thổ, đồng thời 500 ha diện tích tự nhiên và 140 người của xã Huổi Luông được chuyển về thị trấn Phong Thổ.
Sau khi điều chỉnh địa giới hành chính, xã Huổi Luông có 12.649 ha diện tích tự nhiên và 4.978 nhân khẩu.